# Народна ноша
«Народна ноша» — національний одяг.
«Він показав нам, із кілочка знявши, Своє національне убрання, Усе в блискітках, в гаптуванні гарнім, Хоч своєрідне, а подібне в чомусь І до гуцульської святної ноші».

Існує також оповідання Леся Мартовича з такою назвою.
У 1914 р. громадськість збиралася широко відзначити 40-річчя літературної діяльності українського письменника і громадського діяча Івана Франка. До ювілею готувалося видання літературного збірника «Привіт Іванові Франкові в сорокаліття його письменської праці. 1874 — 1914». До збірника надіслали свої художні твори й наукові праці Максим Горький, В. Короленко, О. Шахматов, В. Ягич, Леся Українка й ін. Для збірника на честь свого вчителя й друга І. Франка написав Л. Мартович велике оповідання «Народна ноша». Але з початком Першої світової війни, вихід ювілейного збірника затримався. Він побачив світ тільки в 1916 р., коли і ювіляр, і автор «Народної ноші» вже померли.